# Oh! My Lady
Oh! My Lady (오! 마이 레이디?, O! Ma-i r-idiLR) è una serie televisiva sudcoreana trasmessa su SBS dal 22 marzo all'11 maggio 2010.

## Trama
La casalinga trentacinqueenne Yoon Gae-hwa ottiene il posto di domestica presso Sung Min-woo, una top star molto permalosa, allo scopo di guadagnare abbastanza denaro per farsi affidare la custodia del figlio avuto con l'ex-marito. Presto la donna si vede affidare da Min-woo la cura della propria figlia illegittima, Ye-eun.

## Personaggi

### Personaggi principali
- Yoon Gae-hwa, interpretata da Chae Rim
- Sung Min-woo, interpretato da Siwon

### Personaggi secondari
- Yoo Shi-joon, interpretato da Lee Hyun-woo
- Han Jung-ah, interpretata da Moon Jung-he
- Hong Yoo-ra, interpretata da Park Han-byul
- Han Min-kwan, interpretato da Kim Kwang-kyu
- Jung Yoon-seok, interpretato da Kim Hee-won
- Kim Byung-hak, interpretato da Yoo Tae-woong
- Lee Bok-nim, interpretata da Yoo Seo-jin
- Oh Jae-hee, interpretata da Hwang Hyo-eun
- Choi Tae-goo, interpretato da Heo Joon-seok
- Park Jin-ho, interpretato da Hong Jong-hyun
- Kim Min-ji, interpretata da Bang Joon-seo
- Ye-eun, interpretata da Kim Yoo-bin
- Eom Dae-yong, interpretato da Lee Dae-yeon
- Chae Ho-sepk, interpretato da Chu Heon-yeob

## Ascolti
| Episodio | Data di trasmissione | Dati TNSM           | Dati TNSM                  | Dati AGB            | Dati AGB                   |
| Episodio | Data di trasmissione | A livello nazionale | Area metropolitana di Seul | A livello nazionale | Area metropolitana di Seul |
| -------- | -------------------- | ------------------- | -------------------------- | ------------------- | -------------------------- |
| 1        | 22 marzo 2010        | 10,0%               | 9,9%                       | 11,5%               | 11,9%                      |
| 2        | 23 marzo 2010        | 10,8%               | 11,1%                      | 11,7%               | 12,3%                      |
| 3        | 29 marzo 2010        | 7,2%                | -                          | 9,1%                | 9,8%                       |
| 4        | 30 marzo 2010        | 8,6%                | -                          | 9,1%                | -                          |
| 5        | 5 aprile 2010        | 11,4%               | 11,5%                      | 11,6%               | 12,4%                      |
| 6        | 6 aprile 2010        | 10,8%               | 11,1%                      | 10,4%               | 11,3%                      |
| 7        | 12 aprile 2010       | 10,2%               | 10,2%                      | 10,3%               | 10,7%                      |
| 8        | 13 aprile 2010       | 10,3%               | 10,8%                      | 10,1%               | 10,4%                      |
| 9        | 19 aprile 2010       | 10,4%               | 10,7%                      | 10,0%               | 9,9%                       |
| 10       | 20 aprile 2010       | 10,3%               | 10,7%                      | 9,0%                | 8,8%                       |
| 11       | 26 aprile 2010       | 12,1%               | 12,7%                      | 11,3%               | 11,6%                      |
| 12       | 27 aprile 2010       | 10,8%               | 11,2%                      | 9,7%                | 10,3%                      |
| 13       | 3 maggio 2010        | 10,0%               | 10,3%                      | 8,7%                | 9,4%                       |
| 14       | 4 maggio 2010        | 10,2%               | 10,5%                      | 9,3%                | 9,7%                       |
| 15       | 10 maggio 2010       | 11,5%               | 11,5%                      | 9,8%                | 10,3%                      |
| 16       | 11 maggio 2010       | 10,5%               | 10,5%                      | 10,4%               | 11,0%                      |
| Media    | Media                | 10,32%              | -                          | 10,13%              | -                          |

## Distribuzioni internazionali
| Paese     | Canale/i             | Prima TV                     | Titolo adottato    |
| --------- | -------------------- | ---------------------------- | ------------------ |
| Giappone  | Asia Dramatic TV     | 2 aprile-17 aprile 2011      | オー!マイレディ    |
| Taiwan    | STAR Chinese Channel | 21 giugno-21 luglio 2010     | Oh! My Lady 愛你喲 |
| Hong Kong | TVB Drama 1          | 23 ottobre-11 dicembre 2010  | 愛上師奶經理人     |
| Malaysia  | 8TV                  | 16 novembre-16 dicembre 2010 | 哦！我的爱人       |